# Kleptoplastie
Kleptoplastie představuje biologický jev spojující prvky endosymbiózy a predace. Tento proces umožňuje organismům přijmout a udržet funkční plastidy, především chloroplasty, pocházející z fotosyntetizujících eukaryot. I když se může zdát, že jde o symbiotický vztah, ve skutečnosti není druhý symbiont samostatným organismem s vlastním genomem. Místo toho je reprezentován chloroplastem, který nese svou vlastní DNA. Plastidy, které zůstávají uvnitř hostitele, pokračují v dočasné fotosyntéze a poskytují hostiteli několik výhod. Hlavním benefitem je schopnost provádět fotosyntézu, což je proces, při němž se světelná energie přeměňuje na chemickou energii. Tato energie se následně využívá k výrobě sacharidů, které slouží jako zdroj potravy pro hostitele. Tento jev byl zdokumentován u několika mořských protist, včetně dírkonošců (Foraminifera), obrněnek (Dinoflagellata) a nálevníků (Ciliata). U živočichů je tento jev znám jen u třídy Gastropoda (plži).

## Foraminifera
Kleptoplastie u foraminifer představuje poměrně vzácný jev, který byl pozorován u několika druhů z rodů Bulimina, Elphidium, Haynesina, Nonion, Nonionella, Nonionellina, Reophax a Stainforthia. Tato forma kleptoplastie je dočasná, s chloroplasty, které postupně degradují nebo mizí z hostitelských buněk během období několika dní až týdnů.
Výskyt kleptoplastie u foraminifer je úzce propojen s různými faktory prostředí, včetně teploty, světelných podmínek, salinity a dostupnosti potravy. Například bylo zjištěno, že Foraminifera z rodu Elphidium ztrácejí chloroplasty za podmínek zvýšené teploty a snížené salinity.

## Dinoflagellata

Dinophysis acuta

Kleptoplastie u jednobuněčných dinoflagelát z rodů Dinophysis a Amylax byly objeveny plastidy, které pocházejí z čeledi Cryptophyceae, konkrétně z druhů Teleaulax amphioxeia a Geminigera cryophila. U některých druhů rodu Dinophysis, jako například D. acuminada a D. acuta, je pozorována sekundární kleptoplastie, což znamená, že mohou získávat chloroplasty od jiných organismů, kteří provádějí kleptoplastii, například od Mesodinium rubrum.
Kleptoplasty u dinoflagelát mohou být funkční po různě dlouhou dobu, s dobou přežití kleptoplastů zahrnující období od několika dní až po několik měsíců. Tato proměnlivost v době přežití kleptoplastů je zřejmě ovlivněna řadou faktorů, včetně podmínek v okolním prostředí, druhu hostitelského dinoflagelátu, druhu získaných chloroplastů a genetické samostatnosti chloroplastů.

## Ciliata

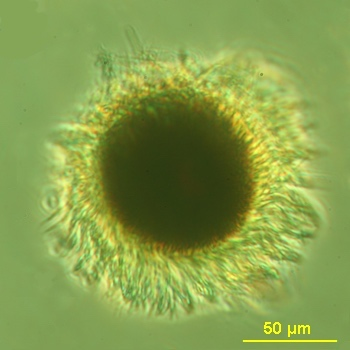
Mesodinium rubrum

Kleptoplastie u ciliát se vyskytuje hlavně u Mesodinium rubrum. Tento organismus se živí kryptofyty, konkrétně klády Teleaulax, Plagioselmis a Geminigera, a při svém stravování si nebere pouze chloroplasty, ale i jádra (karyokleptie) a další organely. Uchování jader umožňuje hostiteli udržovat určitou genetickou kontrolu nad získanými chloroplasty prostřednictvím transkripce genů spojených s plastidy, které pocházejí z kleptokaryonu. Tato unikátní schopnost M. rubrum, kromě možnosti provádět fotosyntézu, poskytuje také potenciál pro metabolizaci různých esenciálních látek, včetně aminokyselin a vitamínů, které získává od své kořisti. Tím umožňuje tomuto prvokovi udržet plně funkční plastidy a žít jako autotrof po několik generací.

## Sacoglossa

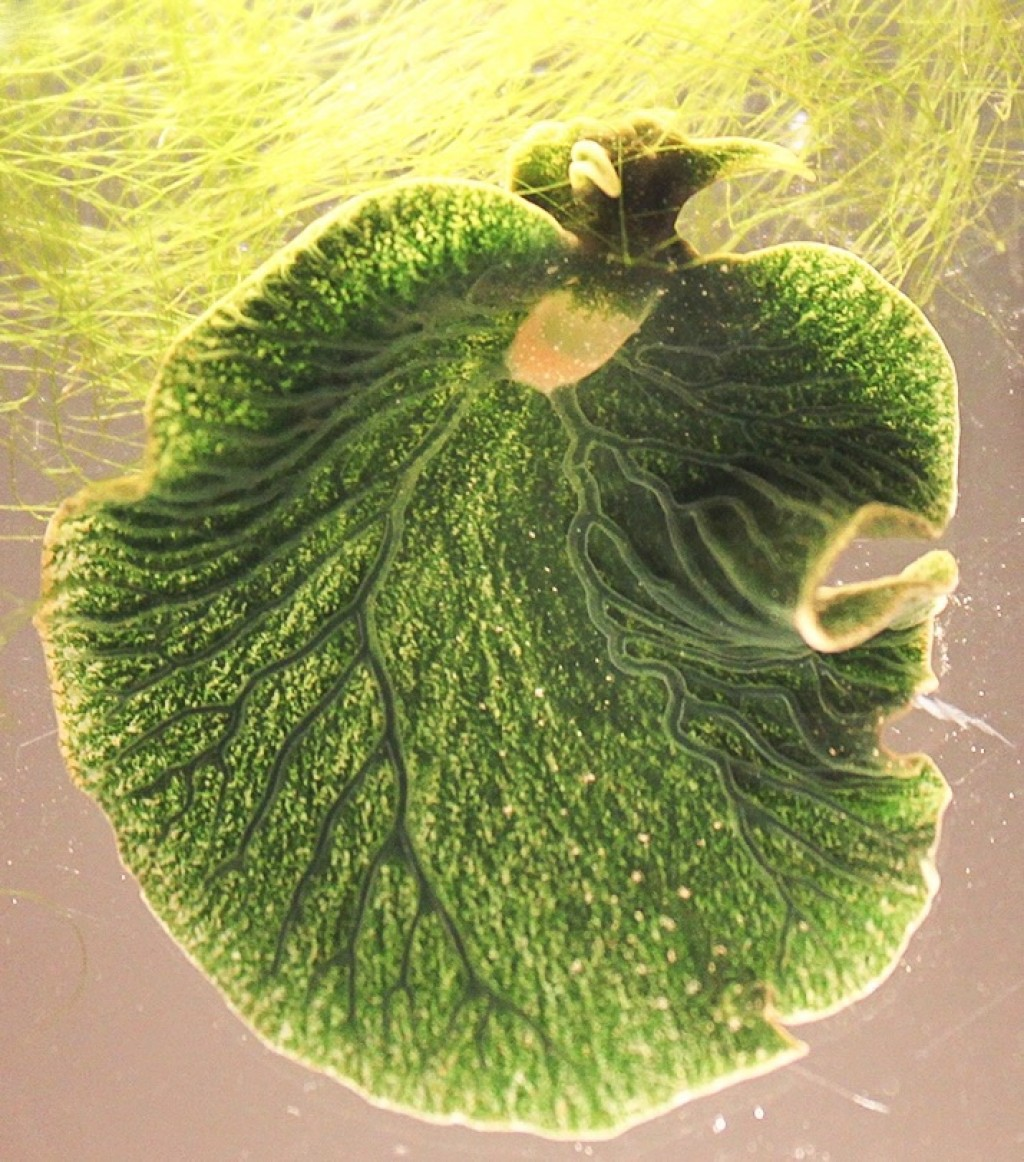
Elysia chlorotica

Kleptoplastie se vyskytuje u řady plžů z čeledi Sacoglossa. Tito plži obývají mořské dno a jejich hlavní potravou jsou řasy, konkrétně některé druhy rodu Caulerpa. Elysia chlorotica patří mezi nejvýznamnější zástupce této skupiny.
Elysia chlorotica se živí řasou Vaucheria litorea a dokáže integrovat chloroplasty z této řasy do buněk svého trávicího traktu pomocí fagocytózy. Tyto chloroplasty jsou následně uloženy v plášti plže. Co je opravdu pozoruhodné, je schopnost Elysia chlorotica přežít v akváriu bez potravy pouze díky energii poskytované světlem. Tento proces umožňuje plži přežít bez potravy osm až devět měsíců, což odpovídá průměrné délce jeho života v divoké přírodě.  Kleptoplasty Elysia chlorotica jsou jedinečné díky jejich extrémní stabilitě, která umožňuje uchovávat funkčnost přijatých chloroplastů po dobu přibližně 8 až 12 měsíců. Tato stabilita není dosažena u jiných druhů plžů, kteří praktikují kleptoplastii, což z Elysia chlorotica činí výjimečný příklad tohoto jevu mezi mořskými plži.
Další plži z rodin Elysioidea, Conchoidea a Stiligeroidea prokázali schopnost přijímat chloroplasty tímto způsobem. Nicméně, stabilita kleptoplastů je nižší než u Elysia chlorotica.